# Francesco Saverio Caruso
Francesco Saverio Caruso (Napoli, 25 agosto 1974) è un attivista, sindacalista e politico italiano, esponente in passato del movimento no-global dell'Italia meridionale.

## Biografia
Originario di Benevento, al termine degli studi liceali si iscrive presso l'Istituto Universitario Orientale di Napoli, dove si laurea in scienze politiche. Negli anni degli studi universitari è spesso presente anche all'Università di Bologna, dove inizia la sua militanza politica. Successivamente ha frequentato, dal 2009, un Dottorato di Ricerca in "Innovazioni per lo sviluppo", presso l'Università della Calabria, conseguendo il relativo titolo nel 2013. Nel gennaio 2015, ha ottenuto un contratto di docenza per l'insegnamento di "Sociologia dell'ambiente e del territorio" presso l'Università degli Studi "Magna Græcia" di Catanzaro, suscitando non poche polemiche. Attualmente è titolare dell'incarico di insegnamento in sociologia economica.

### Attivismo no-global
Il 21 agosto 1996, la Polizia di Bologna, in collaborazione con gli ispettori della Digos, sgombera la storica sala studio universitaria di Via Zamboni 36. Occupato nel 1991, il 36 era attivo da cinque anni in alcune campagne contro lo spaccio di eroina ed il razzismo.
Lo sgombero del centro sociale si inserisce in un'operazione cittadina che ha riguardato anche i centri di via del Pratello e di via Mascarella, già tentata il 29 marzo dello stesso anno. Nell'ambito di questo tentativo, sette persone si oppongono all'irruzione e alla ripresa filmata, ricevendo l'imputazione per aggressione a un poliziotto e interruzione di pubblico servizio. Tra questi vi è Francesco Caruso, che il 24 febbraio 2003 viene condannato in primo grado a 10 mesi di reclusione. I giudici irrogano ai restanti quattro una condanna di 8 mesi e tre di 30 giorni (con sospensione della pena), nonostante la richiesta di assoluzione del pubblico ministero.
Il 26 maggio 2006 Francesco Caruso e gli altri coimputati vengono prosciolti in appello per sopraggiunta prescrizione del reato, grazie alla concessione delle attenuanti generiche.
Nel 2001 fonda la Rete meridionale del sud ribelle. Nel marzo dello stesso anno ha partecipato a manifestazioni in occasione di appuntamenti internazionali come quelli di Napoli, in occasione del Global Forum a Palazzo Reale, e del G8 di Genova a luglio dello stesso anno.
Nel 2002 è arrestato su ordine della procura di Cosenza, città dove è attiva la Rete meridionale del sud ribelle, con l'accusa di «sovversione, cospirazione politica ed attentato agli organi costituzionali dello Stato». Nel luglio 2011 viene sospettato di essere "Spidertruman", un anonimo attivista che dichiara su Facebook di essere un precario licenziato da Montecitorio, e di voler svelare tutti i segreti della "casta", con un'operazione che raccoglie migliaia di adesioni su Internet, e che fa parlare di sé in Italia e all'estero.

### Attività politica
Viene candidato da Rifondazione Comunista alle elezioni politiche del 2006 suscitando forti dissensi e critiche sia da parte di Paolo Ferrero, che da parte dei suoi ex-compagni del movimento antagonista e dell'ambiente dei centri sociali: ottiene comunque, al termine delle consultazioni, il mandato parlamentare alla Camera. Molte nei mesi successivi le dichiarazioni provocatorie. Nell'ottobre del 2007 suscita polemiche la sua affermazione, in riferimento alla morte sul lavoro di due giovani, che certe leggi hanno armato le mani dei padroni, per permettere loro di precarizzare e sfruttare con maggior intensità la forza lavoro e incrementare in tal modo i loro profitti, a discapito della qualità e della sicurezza.. Fausto Bertinotti definisce poi "poco felice"  la mossa di aver candidato Caruso. Candidato nel collegio del Veneto, perde il mandato alle elezioni politiche del 2008. Annuncia poi sul suo blog l'intenzione di contrastare la "cultura elettoralistica che ha avvelenato la sinistra".
Il 9 dicembre 2006 Francesco Caruso, insieme alla senatrice Haidi Giuliani, si è barricato all'interno di un centro di permanenza temporanea dell'Isola di Capo Rizzuto in provincia di Crotone, per protestare contro la privazione dei diritti dei soggetti detenuti all'interno di queste strutture e per chiedere la chiusura dello stesso CPT.

### Attività sindacale
Successivamente è delegato sindacale a Foggia dell'Unione Sindacale di Base (USB), dove si occupa soprattutto della tutela dei diritti dei braccianti, della lotta al caporalato e dello sfruttamento lungo la filiera agricola.

## Procedimenti giudiziari
Ha subito una condanna in primo grado, ad un anno e 5 mesi di reclusione, per una rapina commessa come  "un'iniziativa di autoriduzione" ai danni di un supermercato milanese avvenuta nel 1999, assolto poi in appello.
Per gli scontri di piazza del 17 marzo 2001 è ancora in corso il procedimento penale.
Il 3 giugno 2007 è stato condannato a tre anni e quattro mesi di reclusione per una irruzione da parte di un centinaio di manifestanti no-global all'IperCoop di Afragola, venendo nuovamente assolto in appello nel gennaio 2010.
Il 24 aprile 2008 la Corte d'assise del tribunale di Cosenza ha fatto decadere le accuse per intervenuta prescrizione, insieme ad altri 12 no global, dall'accusa di "associazione sovversiva e cospirazione contro lo Stato".
Per un finanziamento pubblico del 2001 che doveva servire "per la costituzione di un network e di un giornale dei centri sociali campani" nel beneventano, il cui scopo accertato era invece il campeggio no global del 2001; viene condannato nel 2015 a restituire 6000 euro più le spese.

## Opere
- Maledetta globalizzazione. Frammenti di vita e di disobbedienza sociale, Roma, Carrocci, 2005.[28]

- La politica dei subalterni. Organizzazione e lotte del bracciantato migrante nel Sud Europa, Roma, DeriveApprodi, 2015.[29]